# Disenochus micantipennis
Disenochus micantipennis är en skalbaggsart som beskrevs av Sharp 1903. Disenochus micantipennis ingår i släktet Disenochus och familjen jordlöpare. Inga underarter finns listade i Catalogue of Life.